# Partido Social Democrata (Taiwan)
O Partido Social Democrata (PSD) é um partido político de centro-esquerda em Taiwan fundado em 2015.    Em 2015, o PSD formou uma coalizão com o Partido Verde de Taiwan para disputar as eleições legislativas de 2016.
Historicamente, o PSD é uma dos partidos de "Terceira Força" de Taiwan (第三勢力), um conjunto de partidos que não se autodenominam nem nas coligações Pan-Verde nem nas Pan-Azul e tendem a estar enraizados em movimentos sociais.   Atualmente, o PSD tornou-se parte do campo Pan-Verde, com mais posições nacionalistas taiwanesas aceitas e trabalhando com o Partido Democrático Progressista. 

## Ideologia política
O PSD é um partido social-democrata e progressista, que apela à redução da desigualdade de rendimentos, à protecção dos direitos laborais, à abolição da pena de morte e à legalização do casamento entre pessoas do mesmo sexo.  O partido também apelou a uma reforma do processo eleitoral de Taiwan, criticando a vantagem dada aos partidos com grandes financiadores. 

## História eleitoral
Nas eleições legislativas de 2016, o PSD concorreu numa coligação com o Partido Verde de Taiwan, obtendo 2,5% dos votos e não conquistando nenhum assento. 
Nas eleições locais de 2018, a candidata do PSD , Miao Po-ya, ganhou uma cadeira no Conselho Municipal de Taipei. Ela é uma das primeiras membros abertamente lésbicas do conselho municipal. 